# Marcel De Bisschop
Marcel De Bisschop (Aalst, 3 augustus 1907 - aldaar, 15 juli 1991) was een Belgisch politicus voor de CVP en vervolgens de PVV.

## Levensloop
De Bisschop was van opleiding tandarts en apotheker en werd apotheker in de Brusselse gevangenis en provisor voor de CM. Hij werd in Aalst gemeenteraadslid (1958-) en burgemeester (1971-1976) en was vanaf 1978 schepen in het college van PVV-burgemeester Louis D'Haeseleer.
Hij droeg de bijnaam de carnavalsburgemeester en was lid van de Draeckenieren. Later lag hij aan de oorsprong van het ontstaan van de carnavalsgroep De Blaa Biskoppen. Een verwijzing naar het blauwe bisschoppenkostuum dat hij droeg tijdens het carnaval nadat hij zijn overstap naar de PVV had bekendgemaakt. Tevens maakte hij verschillende reizen (onder meer met Odilon Mortier) naar Gabrovo (Bulgarije) om aldaar het Aalsters carnaval te promoten.
De Stichting Marcel De Bisschop: Aalst-Gabrovo is naar hem vernoemd. Deze vzw werd opgericht op 16 september 1997 met als doel hulp te verlenen aan de bevolking van Gabrovo op humanitair, sociaal, cultureel, educatief en wetenschappelijk vlak, evenals inzake mobiliteit en gezondheidszorg. Begin 2011 werd de naam gewijzigd in Mensen Dienen Bulgarije: Aalst-Gabrovo. De afkorting MDB: Aalst-Gabrovo bleef behouden. Een tijdlang werd door deze stichting een bier verkocht, Nen Biskop, naar hem vernoemd. Ook bevindt er zich een gedenkplaat aan zijn geboortehuis in de Gentsestraat.
In 2006 verscheen een boek over hem: "Ik heb een steen verlegd. Marcel De Bisschop (1907-1991)".